# Bakumatsu Kikansetsu Irohanihoheto
Bakumatsu Kikansetsu Irohanihoheto (Japans: 幕末機関説 いろはにほへと) is een Japanse animeserie, gemaakt door Ryōsuke Takahashi in samenwerking met Sunrise. De serie kreeg zijn première op 6 oktober 2006 op het Japanse online streaming kanaal GyaO.
Bakumatsu Kikansetsu Irohanihoheto is een historisch drama, dat de laatste jaren van het Japanse shogunaat vertelt. Er wordt geprobeerd zo veel mogelijk de oorspronkelijke geschiedenis te vertellen, maar er komen ook elementen van magie en bovennatuurlijke krachten in voor.

## Personages
Bakumatsu Kikansetsu Irohanihoheto geeft enkele gebeurtenissen weer tijdens het late Tokugawa-shogunaat. Er komen veel historische figuren in voor, maar ook enkele fictieve figuren om het verhaal spannender te maken.
Ook de handelingen van de historische figuren zijn niet altijd accuraat, maar over het algemeen klopt het wel. Hieronder een lijst met fictieve figuren en echte historische personen.
Historische personen:
- Sakamoto Ryouma
- Hijikata Toshizō
- Enomoto Takeaki
- Harry Smith Parkes
- Kawai Tsuginosuke

Fictieve figuren:
- Akizuki Youjirou
- Ibaragi Soutetsu
- Shiranui Kozou
- Yuyama Kakunojou
- Hario Genba
- Kanna Sakyounosuke

Binnen de serie worden er ook af en toe toneelstukken in de vorm van Kabuki gespeeld. Deze stukken spelen belangrijke scènes in de serie zelf na, als een alternatieve re-cap.